# Île Irus
Pour les articles homonymes, voir Irus.
Irus est une île du golfe du Morbihan, au voisinage des côtes de la commune d'Arradon (Morbihan, Bretagne) dont elle fait partie.

## Géographie
Elle fait face à la cale de Pen-er-men à Arradon.
Elle est située d'une part entre Pen-er-men au nord et Port-Blanc sur la commune de Baden au sud et d'autre part, l'île aux moines à l'est et le continent à l'ouest

## Histoire
L'île a appartenu à partir de 1921 à Louis Suquet et son épouse Louise Mangin (sœur du général Mangin), qui possédaient aussi une maison en face de l'île sur le continent à Pen er Men. A la fin de la Seconde Guerre mondiale, après la mort du Général Diego Brosset, Jacqueline Brosset, demoiselle Mangin nièce de Louise Mangin, en hérite de sa tante,.  Jacqueline Brosset la vendit à Mme Antoinette Fouque, aujourd'hui décédée. En 2018, elle est revendue à Charles Desanges.
De nombreuses personnalités y séjournèrent dont Vercors, Pierre Messmer, René Pléven.

## Littérature
- Vercors a consacré quelques lignes à évoquer l'île Irus[1].

## Cinéma
En 1979 a été tourné sur l'île le feuilleton télévisé L'Île aux trente cercueils de Marcel Cravenne.

## Statut
Île privée rattachée à la commune d'Arradon.

## Patrimoine construit
L'île comporte plusieurs bâtiments et équipements répartis essentiellement au Nord-Ouest.
Un seul moulin est présent sur son territoire.